# Сјеничко поље
Сјеничко поље је крашко поље које се налази на Сјеничко-пештерске висоравни у Рашкој области у Србији То је најнижи део Сјеничке котлине, спуштено између планина Гиљеве (1617 м), Јавора (1520 м) и Голије (1833 м).
Правоугаоног је облика, дуго око 12 км, широко 7—10 км, просечено плитким долинама Увца, Туовца, Јабланице и Вапе. Најниши део је под ливадама и њивама овса, јечма, ражи, без шума и воћњака. Одликује се хладмом, планинском климом. Главно занимање становништва је сточарство (овце и говеда), производња масног сира (сјенички сир) и вуна од сјеничке или шертерске праменке.

## Литетатура
- др Радован Ршумовић, виши научни сарадник Грпографског института, Београд у Енциклопедији Југославије ЈЛЗ Загреб 1968. том 7 стр.203